# Élections régionales de 2015 en Île-de-France
Pour un article plus général, voir Élections régionales françaises de 2015.
Les élections régionales de 2015 en Île-de-France se déroulent sur deux tours, les 6 et 13 décembre 2015, comme pour l'ensemble des autres régions françaises (à l'exception de Mayotte).

## Mode de scrutin
Le mode de scrutin est fixé par le Code électoral. Les conseillers régionaux sont élus pour six ans au scrutin de liste à deux tours sans adjonction ni suppression de noms et sans modification de l'ordre de présentation. Chaque liste est constituée d'autant de sections qu'il y a de départements dans la région.
Si une liste a recueilli la majorité absolue des suffrages exprimés au premier tour, le quart des sièges lui est attribué. Le reste est réparti à la proportionnelle suivant la règle de la plus forte moyenne. Une liste ayant obtenu moins de 5 % des suffrages exprimés ne peut se voir attribuer un siège. Sinon on procède à un second tour où peuvent se présenter les listes ayant obtenu 10 % des suffrages exprimés. La composition de ces listes peut être modifiée pour comprendre les candidats ayant figuré au premier tour sur d’autres listes, sous réserve que celles-ci aient obtenu au premier tour au moins 5 % des suffrages exprimés et ne se présentent pas au second tour. À l’issue du second tour, les sièges sont répartis de la même façon. 
Les sièges étant attribués à chaque liste, on effectue ensuite la répartition entre les sections départementales, au prorata des voix obtenues par la liste dans chaque département.

## Listes et candidats

### Debout la France (DLF)
Le parti Debout la France présente une liste conduite par Nicolas Dupont-Aignan (député de l'Essonne, maire de Yerres, président du parti). Il avait été candidat aux élections régionales de 2010 en Île-de-France, obtenant le score de 4,15 % au premier tour. Il se fixe cette fois comme objectif de faire 10 %.
Jean-Claude Delarue, président de SOS usagers (FUT-SP), s'était initialement déclaré candidat. Il rallie finalement Nicolas Dupont-Aignan le 26 septembre 2015, jour du lancement de la campagne du parti en Île-de-France.
Les têtes de liste départementales sont :
- Essonne : Nicolas Dupont-Aignan
- Paris : Stéphanie Gibaud[8]
- Seine-et-Marne : Jean-Claude Delarue[7] (LDU)
- Seine-Saint-Denis : Eugène-Henri Moré[9]
- Val-de-Marne : Christophe Maximilien[10]
- Val-d'Oise : Jean-Pierre Enjalbert[11]
- Yvelines : Céline Jullié[12]

### Europe Écologie-Les Verts (EÉLV) / Cap21
Emmanuelle Cosse conduit une liste autonome.
Les têtes de liste départementales sont :
- Essonne : François Damerval[14]
- Hauts-de-Seine : Marie-Odile Bertella Geoffroy
- Paris : Emmanuelle Cosse
- Seine-et-Marne : Bénédicte Monville
- Seine-Saint-Denis : Mohamed Mechmache
- Val-de-Marne : Pierre Serne
- Val-d'Oise : Juliette Espargilière
- Yvelines : Mounir Satouri

### Fédération libertaire unitaire ouverte (FLUO)
Sylvain De Smet, ancien conseiller régional EÉLV, mène la liste FLUO qui regroupe des associations et des petits partis, dont Cannabis sans frontières et le Parti pirate.
Les têtes de liste départementales sont :
- Essonne : Farid Ghehiouèche (fondateur de Cannabis sans frontières)[16]
- Hauts-de-Seine : Maitresse Gilda (cofondatrice du STRASS)[17]
- Paris : Stéphanie Geisler (membre du Parti pirate)[18]
- Seine-et-Marne : Blandine Roy (du collectif techno Ornorm)[19]
- Seine-Saint-Denis : Jade Rozenkranc (membre du Parti pirate)[20]
- Val-de-Marne : Cécile Lhuillier (ancienne présidente d'Act Up-Paris)[21]
- Val-d'Oise : Sylvain De Smet[22]
- Yvelines : Laurent Carius[23]

### Front de gauche (FG)
Pierre Laurent, sénateur de Paris et secrétaire national du PCF, s'est déclaré candidat.
Les têtes de liste départementales :
- Essonne : Philippe Rio
- Hauts-de-Seine : Raquel Garrido
- Paris : Éric Coquerel
- Seine-et-Marne : Jean-François Pélissier
- Seine-Saint-Denis : Clémentine Autain
- Val d'Oise : Julie Morel

### Front national (FN)
Le Front national a désigné Wallerand de Saint-Just (trésorier du Front national et conseiller régional de Picardie) pour conduire une liste en Île-de-France.
Les têtes de listes départementales sont :
- Essonne : Audrey Guibert[26]
- Paris : Wallerand de Saint-Just[26]
- Seine-et-Marne : Pierre Cherrier[26]
- Seine-Saint-Denis : Jordan Bardella[27]
- Val-de-Marne : Dominique Bourse-Provence[28]
- Val-d'Oise : Jean-Michel Dubois[29]
- Yvelines : Philippe Chevrier[30]

### Liste d'union citoyenne
Dawari Horsfall, adjoint au maire de Massy (élu au sein du mouvement C'est à nous) et Lolita Diez (tirée au sort parmi les membres du collectif Génération Avenir) sont les candidats en tête de la « Liste d'union citoyenne ».
Cette liste est le rassemblement de deux mouvements citoyens : « C'est à nous », composé de militants associatifs et d'élus et de militants associatifs issus des quartiers populaires et « Génération Avenir », porté par des jeunes franciliens engagés pour un renouveau démocratique et citoyen. À l'origine les deux mouvements étaient supposés faire liste à part mais constatant qu'ils étaient mus par des valeurs communes (rejet des partis politiques traditionnels, désir d'une démocratie plus active et d'une plus juste représentation des élus, renouvellement de l'offre politique, etc.), ils ont choisi de se rassembler.
Têtes de liste départementales :
- Paris : Lolita Diez
- Seine-et-Marne : Julien Nonin
- Yvelines : Mohamed Kamli
- Essonne : Magou Soukouna
- Hauts-de-Seine : Nasser Lajili
- Seine-Saint-Denis : Fatou Meité
- Val-de-Marne : Nassim Lachelache
- Val d'Oise : Vincent Chenina

### Lutte ouvrière (LO)
Nathalie Arthaud (porte-parole de Lutte ouvrière et candidate à l'élection présidentielle de 2012) est désignée pour conduire une liste en Île-de-France.
Têtes de liste départementales :
- Paris : Sophie Robin
- Seine-et-Marne : Anne de la Torre
- Yvelines : Thierry Gonnot
- Essonne : Jean Camonin
- Hauts-de-Seine : Laurence Viguié
- Seine-Saint-Denis : Jean-Pierre Mercier
- Val-de-Marne : Josefa Torres
- Val d'Oise : Dominique Mariette

### Les Républicains (LR) - Union des démocrates et indépendants (UDI) - Mouvement démocrate (MoDem) - Parti chrétien-démocrate (PCD)
Valérie Pécresse, députée des Yvelines et conseillère régionale, a été désignée candidate des Républicains.
L'UDI a d'abord désigné Chantal Jouanno comme candidate,, face à Rama Yade.
Le Mouvement démocrate (MoDem) a dans un premier temps désigné deux têtes de file, Yann Wehrling et Marielle de Sarnez.
Les trois partis font finalement une liste commune d'union de la droite et du centre, menée par Valérie Pécresse.
Les têtes de liste départementales sont : 
- Essonne : Stéphane Beaudet
- Hauts-de-Seine : Thierry Solère
- Paris : Pierre-Yves Bournazel
- Seine-et-Marne : Anne Chain-Larché
- Seine-Saint-Denis : Bruno Beschizza
- Val-de-Marne : Laurent Lafon
- Val-d'Oise : Stéphanie Von Euw
- Yvelines : Valérie Pécresse

### Parti libéral démocrate (PLD) - Génération Citoyens (GC)
Aurélien Véron (président du Parti libéral démocrate) et Magatte Diop (Une Île-de-France juste envers tous) se sont déclarés têtes de la liste « Aux urnes citoyens ».
Les têtes de liste départementales sont :
- Paris : Aurélien Véron
- Seine-et-Marne : Francois Robar
- Yvelines : Erwan Le Gall
- Essonne : Laetitia Brossard
- Hauts-de-Seine : Anne Bourdu
- Seine-Saint-Denis : Pierre Franklin Tavares
- Val-de-Marne : Karine Madar
- Val d’Oise : Fernande Semedo

### Nous Citoyens (NC)
Le parti Nous Citoyens, lancé en 2013 par l'entrepreneur Denis Payre, présente la liste « Nous Citoyens pour l’Île-de-France », conduite par Valérie Sachs (ancienne conseillère de Paris, candidate Nous Citoyens aux élections municipales de Paris et aux européennes de 2014).
Les têtes de liste départementales sont :
- Paris : Valérie Sachs
- Seine-et-Marne : François Clastres
- Yvelines : Emmanuel Loevenbruck
- Essonne : Delfina De Matos
- Hauts-de-Seine : Jérôme Dutel
- Seine-Saint-Denis : Fabrice Scagni
- Val-de-Marne : Anne Auvrignon
- Val d'Oise : Patrick Touzé

### Parti socialiste (PS) et alliés
Dans un premier temps, il y a eu concurrence entre les candidatures du président sortant du conseil régional Jean-Paul Huchon, et la première vice-présidente de ce même conseil régional Marie-Pierre de La Gontrie. Le député des Yvelines et ancien ministre Benoît Hamon a également envisagé se présenter.
C'est finalement Claude Bartolone (président de l'assemblée nationale) qui est choisi pour conduire la liste du Parti socialiste.
Les têtes de liste départementales sont :
- Essonne : Carlos Da Silva
- Hauts-de-Seine : Nadège Azzaz
- Paris : Marie-Pierre de La Gontrie
- Seine-et-Marne : Roseline Sarkissian
- Seine-Saint-Denis : Claude Bartolone
- Val-de-Marne : Julien Dray
- Val-d'Oise : Rachid Temal
- Yvelines : Sandrine Grandgambe

La liste est également soutenue par  le Parti radical de gauche, le Mouvement républicain et citoyen, le Mouvement des progressistes et l'Union des démocrates et des écologistes.

### Union des démocrates musulmans français (UDMF)
Nizarr Bourchada, ancien élu UDI, mène une liste pour l'Union des démocrates musulmans français, créé en 2012.
Les têtes de liste départementales sont :
- Essonne : Éric Berlingen.
- Hauts-de-Seine : Malika Machtoune.
- Paris : Samira Kerchaoui.
- Seine-et-Marne : Sabrina Hidjeb.
- Seine-Saint-Denis : Khalid Majid.
- Val-de-Marne : Nizarr Bourchada.
- Val-d'Oise : Elhame Aït-Serhane.
- Yvelines : Nabil Hmani.

### Union populaire républicaine (UPR)
François Asselineau, président de l'Union populaire républicaine, est candidat déclaré.
Les têtes de liste départementales sont:
- Paris : Nicolas Terver
- Seine et Marne : Alexandre Duarte
- Yvelines : Sylvain Gargasson
- Essonne : Isabelle Hoehne
- Hauts-de-Seine : Mimoun Ziani
- Seine-Saint-Denis : François Asselineau
- Val-de-Marne : Michel Lecocq
- Val-d'Oise : Christophe Hayes

## Sondages
Avertissement : Les résultats des intentions de vote ne sont que la mesure actuelle des rapports de forces politiques. Ils ne sont en aucun cas prédictifs du résultat des prochaines élections.
La marge d'erreur de ces sondages est de 4,5 % pour 500 personnes interrogées, 3,2 % pour 1000, 2,2 % pour 2000 et 1,6 % pour 4000.

### Premier tour
| Institut           | Date                  | Échantillon | Nathalie Arthaud (LO) | (NPA)       | Pierre Laurent (FG) | Sylvain de Smet (FLUO) | Emmanuelle Cosse (EÉLV) | Claude Bartolone (PS, PRG et alliés) | Nizarr Bourchada (UDMF) | Valérie Sachs (NC) | Dawari Horsfall (Union citoyenne) | Aurélien Véron (PLD) | (UDI)          | (MoDem)        | Valérie Pécresse (LR et alliés) | Nicolas Dupont-Aignan (DLF-LDU) | François Asselineau (UPR) | Wallerand de Saint-Just (FN - RBM) | Autres |
| ------------------ | --------------------- | ----------- | --------------------- | ----------- | ------------------- | ---------------------- | ----------------------- | ------------------------------------ | ----------------------- | ------------------ | --------------------------------- | -------------------- | -------------- | -------------- | ------------------------------- | ------------------------------- | ------------------------- | ---------------------------------- | ------ |
| Institut           | Date                  | Échantillon |                       |             |                     |                        |                         |                                      |                         |                    |                                   |                      |                |                |                                 |                                 |                           |                                    |        |
| Ifop               | 21/11/14 26/11/14     | 1 710       | 1,5 %                 | 1,5 %       | 7,5 %               | –                      | 11 %                    | 21 % (Huchon)                        | –                       | –                  | –                                 | –                    | 12 % (Lagarde) | 12 % (Lagarde) | 23 %                            | 6 %                             | –                         | 18 %                               | –      |
| Ifop               | 21/11/14 26/11/14     | 1 710       | 2 %                   | 2 %         | 7,5 %               | –                      | 13 %                    | 22 % (Huchon)                        | –                       | –                  | –                                 | –                    | 30 %           | 30 %           | 30 %                            | 6,5 %                           | –                         | 19 %                               | –      |
| Ifop               | 1/02/15 2/02/15       | 911         | voir autres           | voir autres | voir autres         | –                      | 9 %                     | 21 % (Huchon)                        | –                       | –                  | –                                 | –                    | 12%            | voir autres    | 23 %                            | 6 %                             | –                         | 19 %                               | 10 %   |
| Ifop               | 31/03/15 4/03/15      | 930         | 2%                    | 2%          | 8 %                 | –                      | 8 %                     | 22 % (Huchon)                        | –                       | –                  | –                                 | –                    | 6 %            | 5 %            | 26 %                            | 5 %                             | –                         | 18 %                               | –      |
| Harris Interactive | 10/04/15 14/04/15     | 1 000       | 2 %                   | 2 %         | 6 %                 | –                      | 8 %                     | 21 %                                 | –                       | –                  | –                                 | –                    | 10 %           | 5 %            | 25 %                            | 4 %                             | –                         | 19 %                               | –      |
| Ifop               | 03/06/15 05/06/15     | 992         | 2 %                   | 2 %         | 7 %                 | –                      | 10 %                    | 24 %                                 | –                       | –                  | –                                 | –                    | 8 %            | 28 %           | 28 %                            | 5 %                             | –                         | 16 %                               | –      |
| BVA                | 1/09/15 3/09/15       | 878         | -                     | -           | 8 %                 | –                      | 10 %                    | 24 %                                 | –                       | –                  | –                                 | –                    | 33 %           | 33 %           | 33 %                            | 8 %                             | –                         | 15 %                               | –      |
| BVA                | 22/09/15 24/09/15     | 901         | 2 %                   | 2 %         | 7 %                 | –                      | 9 %                     | 25 %                                 | –                       | –                  | –                                 | –                    | 31 %           | 31 %           | 31 %                            | 8 %                             | –                         | 18 %                               | –      |
| Ifop               | 23/09/15 25/09/15     | 903         | 1 %                   | –           | 9,5 %               | –                      | 7,5 %                   | 24 %                                 | –                       | –                  | –                                 | –                    | 32 %           | 32 %           | 32 %                            | 7 %                             | 1 %                       | 18 %                               | –      |
| Odoxa              | 29/09/15 2/10/15      | 1 000       | 1 %                   | –           | 8 %                 | –                      | 6 %                     | 24 %                                 | –                       | –                  | –                                 | –                    | 34 %           | 34 %           | 34 %                            | 7 %                             | –                         | 20 %                               | –      |
| BVA                | 6/10/15 15/10/15      | 802         | 1 %                   | -           | 7 %                 | –                      | 8 %                     | 23 %                                 | –                       | –                  | –                                 | –                    | 35 %           | 35 %           | 35 %                            | 8 %                             | -                         | 17 %                               | 1 %    |
| OpinionWay         | 3/11/15 6/11/15       | 801         | 2 %                   | -           | 7 %                 | –                      | 7 %                     | 22 %                                 | –                       | –                  | –                                 | –                    | 35 %           | 35 %           | 35 %                            | 5 %                             | 1 %                       | 21 %                               | -      |
| Ifop               | 3/11/15 6/11/15       | 902         | 1,5 %                 | -           | 7,5 %               | –                      | 9 %                     | 25 %                                 | –                       | –                  | –                                 | –                    | 32 %           | 32 %           | 32 %                            | 6 %                             | 0,5 %                     | 18,5 %                             | -      |
| Ipsos              | 19/11/15 21/11/15     | 815         | 1 %                   | -           | 7,5 %               | < 0,5 %                | 6 %                     | 22 %                                 | < 0,5 %                 | 1 %                | 0,5 %                             | 0,5 %                | 33 %           | 33 %           | 33 %                            | 5 %                             | 1,5 %                     | 22 %                               | –      |
| Odoxa              | 19/11/15 21/11/15     | 1 000       | 2 %                   | –           | 8 %                 | –                      | 6 %                     | 23 %                                 | –                       | –                  | –                                 | –                    | 33 %           | 33 %           | 33 %                            | 4 %                             | –                         | 23 %                               | 1 %    |
| BVA                | 17/11/2015 23/11/2015 | 800         | 0,5 %                 | –           | 7 %                 | 0,5 %                  | 7 %                     | 23 %                                 | 0,5 %                   | 0,5 %              | 0,5 %                             | < 0,5 %              | 33 %           | 33 %           | 33 %                            | 5 %                             | 0,5 %                     | 22 %                               | –      |
| Elabe              | 20/11/15 25/11/15     | 1000        | 1 %                   |             | 7,5 %               | 1 %                    | 7,5 %                   | 23 %                                 | 0,5 %                   | 1 %                | 0,5 %                             | 0,5 %                | 30 %           | 30 %           | 30 %                            | 6 %                             | 0,5 %                     | 21 %                               | -      |
| Ifop               | 24/11/15 26/11/15     | 898         | 1 %                   |             | 7 %                 |                        | 7,5 %                   | 23 %                                 | < 0,5 %                 | 0,5 %              | < 0,5 %                           | 0,5 %                | 33 %           | 33 %           | 33 %                            | 5,5 %                           | 1 %                       | 21 %                               |        |
| Ipsos              | 20/11/15 29/11/15     | 23 061      | 1 %                   | -           | 8 %                 | 1 %                    | 6 %                     | 23 %                                 | 1 %                     | 1 %                | 1 %                               | 1 %                  | 32 %           | 32 %           | 32 %                            | 6 %                             | 1 %                       | 21 %                               |        |

### Second tour
| Institut   | Date                            | Échantillon | Claude Bartolone              | Valérie Pécresse | Wallerand de Saint-Just |
| ---------- | ------------------------------- | ----------- | ----------------------------- | ---------------- | ----------------------- |
| Institut   | Date                            | Échantillon |                               |                  |                         |
| Ifop       | 21 au 26 novembre 2014          | 1 710       | 38 % (Huchon)                 | 41 %             | 21 %                    |
| Ifop       | 31 mars au 4 avril 2015         | 930         | 39 % (Huchon & de La Gontrie) | 41 %             | 20 %                    |
| Ifop       | 3 juin au 5 juin 2015           | 992         | 41 %                          | 41 %             | 18 %                    |
| BVA        | 1 au 3 septembre 2015           | 878         | 41 %                          | 41 %             | 18 %                    |
| BVA        | 22 au 24 septembre 2015         | 901         | 41 %                          | 39 %             | 20 %                    |
| Ifop       | 23 au 25 septembre 2015         | 903         | 39 %                          | 40 %             | 21 %                    |
| Odoxa      | 29 septembre au 2 octobre 2015  | 1 000       | 38 %                          | 41 %             | 21 %                    |
| BVA        | 6 au 15 octobre 2015            | 802         | 39 %                          | 41 %             | 20 %                    |
| OpinionWay | 3 au 6 novembre 2015            | 801         | 35 %                          | 42 %             | 23 %                    |
| Ifop       | 3 au 6 novembre 2015            | 902         | 38 %                          | 39 %             | 23 %                    |
| Ipsos      | 19 au 21 novembre 2015          | 815         | 36 %                          | 40 %             | 24 %                    |
| Odoxa      | 19 novembre au 21 novembre 2015 | 1 000       | 35 %                          | 40 %             | 25 %                    |
| BVA        | 17 au 23 novembre 2015          | 800         | 36 %                          | 41 %             | 23 %                    |
| Elabe      | 20 au 25 novembre 2015          | 1 000       | 37 %                          | 39 %             | 24 %                    |
| Ifop       | 24 au 26 novembre 2015          | 898         | 37 %                          | 39 %             | 24 %                    |
| Ipsos      | 20 au 29 novembre 2015          | 23 061      | 38 %                          | 40 %             | 22 %                    |
| Odoxa      | 6 au 7 décembre 2015            | 1 200       | 40 %                          | 42 %             | 18 %                    |
| Elabe      | 6 au 7 décembre 2015            | 1 200       | 41,5 %                        | 41 %             | 17,5 %                  |

## Résultats

### Participation
| Participation | Premier tour | Premier tour | Premier tour | Second tour | Second tour | Second tour |
| Participation | 2010         | 2015         | +/-          | 2010        | 2015        | +/-         |
| ------------- | ------------ | ------------ | ------------ | ----------- | ----------- | ----------- |
| 12h           | 12,06        | 11,26        | -0,80        | 13,53       | 11,25       | -2,28       |
| 17h           | 32,72        | 35,68        | +2,96        | 35,30       | 41,83       | +6,53       |
| 20h           | 47,14        | 45,90        | -1,24        | 43,79       | 54,46       | +10,67      |

### Résultats généraux
|                          |                          |                                                  |              |              |             |               |        |               |  |  |  |  |  |  |
| Tête de liste            | Tête de liste            | Liste                                            | Premier tour | Premier tour | Second tour | Second tour   | Sièges | +/-           |  |  |  |  |  |  |
| Tête de liste            | Tête de liste            | Liste                                            | Voix         | %            | Voix        | %             | Sièges | +/-           |  |  |  |  |  |  |
|                          | Valérie Pécresse         | LR - UDI - MoDem - PCD                           | 962 037      | 30,51        | 1 629 249   | 43,80         | 121    | 54            |  |  |  |  |  |  |
|                          | Claude Bartolone         | PS - PRG - MRC - GE - MDP[réf. nécessaire] - UDE | 794 285      | 25,19        | 1 569 093   | 42,18         | 66     | 76            |  |  |  |  |  |  |
|                          | Emmanuelle Cosse         | EÉLV - Cap21                                     | 253 141      | 8,03         | 1 569 093   | 42,18         | 66     | 76            |  |  |  |  |  |  |
|                          | Pierre Laurent           | FG                                               | 208 933      | 6,63         | 1 569 093   | 42,18         | 66     | 76            |  |  |  |  |  |  |
|                          | Wallerand de Saint-Just  | FN                                               | 580 467      | 18,41        | 521 383     | 14,02         | 22     | 22            |  |  |  |  |  |  |
|                          | Nicolas Dupont-Aignan    | DLF                                              | 207 286      | 6,57         |             |               | 0      | en stagnation |  |  |  |  |  |  |
|                          | Nathalie Arthaud         | LO                                               | 44 179       | 1,40         | 0           | en stagnation |        |               |  |  |  |  |  |  |
|                          | François Asselineau      | UPR                                              | 29 755       | 0,94         | 0           | en stagnation |        |               |  |  |  |  |  |  |
|                          | Aurélien Véron           | PLD - GC                                         | 23 885       | 0,76         | 0           | en stagnation |        |               |  |  |  |  |  |  |
|                          | Valérie Sachs            | NC                                               | 19 987       | 0,63         | 0           | en stagnation |        |               |  |  |  |  |  |  |
|                          | Nizarr Bourchada         | UDMF                                             | 12 531       | 0,40         | 0           | en stagnation |        |               |  |  |  |  |  |  |
|                          | Sylvain De Smet          | FLUO (DVE - PP - CVB - CSF)                      | 9 593        | 0,30         | 0           | en stagnation |        |               |  |  |  |  |  |  |
|                          | Dawari Horsfall          | UC                                               | 7 097        | 0,23         | 0           | en stagnation |        |               |  |  |  |  |  |  |
|                          |                          |                                                  |              |              |             |               |        |               |  |  |  |  |  |  |
| Suffrages exprimés       | Suffrages exprimés       | Suffrages exprimés                               | 3 153 176    | 96,64        | 3 719 725   | 96,39         |        |               |  |  |  |  |  |  |
| Votes blancs             | Votes blancs             | Votes blancs                                     | 68 491       | 2,11         | 90 278      | 2,35          |        |               |  |  |  |  |  |  |
| Votes nuls               | Votes nuls               | Votes nuls                                       | 30 929       | 0,95         | 49 089      | 1,26          |        |               |  |  |  |  |  |  |
| Total                    | Total                    | Total                                            | 3 252 596    | 100          | 3 859 092   | 100           | 209    | en stagnation |  |  |  |  |  |  |
| Abstentions              | Abstentions              | Abstentions                                      | 3 834 493    | 54,11        | 3 227 097   | 45,54         |        |               |  |  |  |  |  |  |
| Inscrits / Participation | Inscrits / Participation | Inscrits / Participation                         | 7 087 089    | 45,89        | 7 086 189   | 54,46         |        |               |  |  |  |  |  |  |

Au total, cinq listes obtiennent des élus à l'issue du second tour.

### Synoptiques
| Tête de liste | Tête de liste           | Nuance                | Nombre d'élus | Total Île-de-France | Total Île-de-France | Total Île-de-France | Paris (75) | Paris (75) | Paris (75) | Seine-et-Marne (77) | Seine-et-Marne (77) | Seine-et-Marne (77) | Yvelines (78) | Yvelines (78) | Yvelines (78) | Essonne (91) | Essonne (91) | Essonne (91) | Hauts-de-Seine (92) | Hauts-de-Seine (92) | Hauts-de-Seine (92) | Seine-Saint-Denis (93) | Seine-Saint-Denis (93) | Seine-Saint-Denis (93) | Val-de-Marne (94) | Val-de-Marne (94) | Val-de-Marne (94) | Val-d'Oise (95) | Val-d'Oise (95) | Val-d'Oise (95) |
| Tête de liste | Tête de liste           | Nuance                | Nombre d'élus | #                   | % Inscrits          | % Votants           | #          | % Inscrits | % Votants  | #                   | % Inscrits          | % Votants           | #             | % Inscrits    | % Votants     | #            | % Inscrits   | % Votants    | #                   | % Inscrits          | % Votants           | #                      | % Inscrits             | % Votants              | #                 | % Inscrits        | % Votants         | #               | % Inscrits      | % Votants       |
| ------------- | ----------------------- | --------------------- | ------------- | ------------------- | ------------------- | ------------------- | ---------- | ---------- | ---------- | ------------------- | ------------------- | ------------------- | ------------- | ------------- | ------------- | ------------ | ------------ | ------------ | ------------------- | ------------------- | ------------------- | ---------------------- | ---------------------- | ---------------------- | ----------------- | ----------------- | ----------------- | --------------- | --------------- | --------------- |
|               | Valérie Pécresse        | Liste union de droite | 121           | 1 629 410           | 22,99               | 43,80               | 315 769    | 25,50      | 44,26      | 174 637             | 20,20               | 39,74               | 268 330       | 28,07         | 51,49         | 171 679      | 21,81        | 40,90        | 279 241             | 28,69               | 52,17               | 109 892                | 14,41                  | 32,86                  | 165 914           | 21,25             | 41,46             | 143 948         | 19,89           | 40,37           |
|               | Claude Bartolone        | Liste union de gauche | 66            | 1 569 262           | 22,15               | 42,18               | 354 117    | 28,60      | 49,64      | 151 427             | 17,51               | 34,46               | 179 275       | 18,76         | 34,40         | 171 669      | 21,81        | 40,90        | 210 107             | 21,59               | 39,25               | 175 247                | 22,99                  | 52,40                  | 183 838           | 23,55             | 45,94             | 143 582         | 19,84           | 40,26           |
|               | Wallerand de Saint-Just | Liste Front national  | 22            | 521 493             | 7,36                | 14,02               | 43 542     | 3,52       | 6,10       | 113 378             | 13,11               | 25,80               | 73 504        | 7,69          | 14,11         | 76 407       | 9,71         | 18,20        | 45 912              | 4,72                | 8,58                | 49 279                 | 6,46                   | 14,74                  | 50 390            | 6,45              | 12,59             | 69 081          | 9,54            | 19,37           |
|               |                         |                       |               |                     |                     |                     |            |            |            |                     |                     |                     |               |               |               |              |              |              |                     |                     |                     |                        |                        |                        |                   |                   |                   |                 |                 |                 |
| Inscrits      | Inscrits                | Inscrits              | Inscrits      | 7 086 172           |                     |                     | 1 238 234  |            |            | 864 690             |                     |                     | 955 853       |               |               | 787 176      |              |              | 973 344             |                     |                     | 762 407                |                        |                        | 780 650           |                   |                   | 723 818         |                 |                 |
| Abstentions   | Abstentions             | Abstentions           | Abstentions   | 3 226 876           | 45,54               |                     | 501 830    | 40,53      |            | 407 901             | 47,17               |                     | 418 237       | 43,76         |               | 349 650      | 44,42        |              | 418 774             | 43,02               |                     | 481 263                | 63,09                  |                        | 365 465           | 46,82             |                   | 352 846         | 48,75           |                 |
| Votants       | Votants                 | Votants               | Votants       | 3 859 296           | 54,46               |                     | 736 404    | 59,47      |            | 456 789             | 52,83               |                     | 537 616       | 56,24         |               | 437 526      | 55,58        |              | 554 570             | 56,98               |                     | 281 504                | 36,91                  |                        | 415 185           | 53,18             |                   | 370 972         | 51,25           |                 |
| Blancs        | Blancs                  | Blancs                | Blancs        | 90 504              | 1,28                | 2,35                | 14 738     | 1,19       | 2,00       | 11 065              | 1,28                | 2,42                | 10 610        | 1,11          | 1,97          | 10 755       | 1,37         | 2,46         | 15 040              | 1,55                | 2,71                | 7 408                  | 0,97                   | 2,63                   | 9 392             | 1,20              | 2,26              | 8 801           | 1,22            | 2,37            |
| Nuls          | Nuls                    | Nuls                  | Nuls          | 48 627              | 0,69                | 1,26                | 8 238      | 0,67       | 1,12       | 6 282               | 0,73                | 1,38                | 5 897         | 0,62          | 1,10          | 7 016        | 0,89         | 1,60         | 4 270               | 0,44                | 0,77                | 3 737                  | 0,49                   | 1,33                   | 5 651             | 0,72              | 1,36              | 5 560           | 0,77            | 1,50            |
| Exprimés      | Exprimés                | Exprimés              | Exprimés      | 3 720 165           | 52,50               | 96,39               | 713 428    | 57,62      | 96,88      | 439 442             | 50,82               | 96,20               | 521 109       | 54,52         | 96,93         | 419 755      | 53,32        | 95,94        | 535 260             | 54,99               | 96,52               | 270 359                | 35,44                  | 96,04                  | 400 142           | 51,26             | 96,38             | 356 611         | 49,27           | 96,13           |

| n°            | Circonscription   | Premier tour | Premier tour | Premier tour | Premier tour | Premier tour | Second tour | Second tour | Second tour | Second tour | Second tour |
| n°            | Circonscription   | Inscrit      | Abstention   | Abstention   | Votant       | Votant       | Inscrit     | Abstention  | Abstention  | Votant      | Votant      |
| n°            | Circonscription   | #            | #            | % Inscrits   | #            | % Inscrits   | #           | #           | % Inscrits  | #           | % Inscrits  |
| ------------- | ----------------- | ------------ | ------------ | ------------ | ------------ | ------------ | ----------- | ----------- | ----------- | ----------- | ----------- |
| Île-de-France | Île-de-France     | 7 087 089    | 3 834 389    | 54,10        | 3 252 700    | 45,90        | 7 086 172   | 3 226 876   | 45,54       | 3 859 296   | 54,46       |
| 75            | Paris             | 1 238 566    | 612 623      | 49,46        | 625 943      | 50,54        | 1 238 234   | 501 830     | 40,53       | 736 404     | 59,47       |
| 77            | Seine-et-Marne    | 864 556      | 479 743      | 55,49        | 384 813      | 44,51        | 864 690     | 407 901     | 47,17       | 456 789     | 52,83       |
| 78            | Yvelines          | 956 032      | 495 438      | 51,82        | 460 594      | 48,18        | 955 853     | 418 237     | 43,76       | 537 616     | 56,24       |
| 91            | Essones           | 787 151      | 411 842      | 52,32        | 375 309      | 47,68        | 787 176     | 349 650     | 44,42       | 437 526     | 55,58       |
| 92            | Hauts-de-Seine    | 973 340      | 503 515      | 51,73        | 469 825      | 48,27        | 973 344     | 418 774     | 43,02       | 554 570     | 56,98       |
| 93            | Seine-Saint-Denis | 762 767      | 481 263      | 63,09        | 281 504      | 36,91        | 762 407     | 412 173     | 54,06       | 350 234     | 45,94       |
| 94            | Val-de-Marne      | 780 643      | 433 077      | 55,48        | 347 566      | 44,52        | 780 650     | 365 465     | 46,82       | 415 185     | 53,18       |
| 95            | Val-d'Oise        | 724 034      | 416 888      | 57,58        | 307 146      | 42,42        | 723 818     | 352 846     | 48,75       | 370 972     | 51,25       |

### Départements

#### Essonne
| Tête de liste | Tête de liste           | Liste                      | Premier tour | Premier tour | Premier tour | Second tour | Second tour | Second tour |
| Tête de liste | Tête de liste           | Liste                      | #            | % Inscrits   | % Votants    | #           | % Inscrits  | % Votants   |
| ------------- | ----------------------- | -------------------------- | ------------ | ------------ | ------------ | ----------- | ----------- | ----------- |
|               | Valérie Pécresse        | LR - UDI - MoDem - PCD     | 86 839       | 11,03        | 23,88        | 171 679     | 21,81       | 40,90       |
|               | Claude Bartolone        | PS - PRG - MRC - mdP - UDE | 85 681       | 10,88        | 23,56        | 171 669     | 21,81       | 40,90       |
|               | Emmanuelle Cosse        | EÉLV - Cap21               | 25 942       | 3,30         | 7,13         | 171 669     | 21,81       | 40,90       |
|               | Pierre Laurent          | FG                         | 21 540       | 2,74         | 5,92         | 171 669     | 21,81       | 40,90       |
|               | Wallerand de Saint-Just | FN                         | 79 991       | 10,16        | 22,00        | 76 407      | 9,71        | 18,20       |
|               | Nicolas Dupont-Aignan   | DLF                        | 48 078       | 6,11         | 13,22        |             |             |             |
|               | Nathalie Arthaud        | LO                         | 5 197        | 0,66         | 1,43         |             |             |             |
|               | François Asselineau     | UPR                        | 3 112        | 0,40         | 0,86         |             |             |             |
|               | Aurélien Véron          | PLD - GC                   | 2 437        | 0,31         | 0,67         |             |             |             |
|               | Valérie Sachs           | NC                         | 1 500        | 0,19         | 0,41         |             |             |             |
|               | Dawari Horsfall         | Liste d'union citoyenne    | 1 482        | 0,19         | 0,41         |             |             |             |
|               | Nizarr Bourchada        | UDMF                       | 1 056        | 0,13         | 0,29         |             |             |             |
|               | Sylvain De Smet         | DVE - PP - CVB - CSF       | 797          | 0,10         | 0,22         |             |             |             |
|               |                         |                            |              |              |              |             |             |             |
| Inscrits      | Inscrits                | Inscrits                   | 787 156      |              |              | 787 176     |             |             |
| Abstentions   | Abstentions             | Abstentions                | 411 843      | 52,32        |              | 349 650     | 44,42       |             |
| Votants       | Votants                 | Votants                    | 375 313      | 47,68        |              | 437 526     | 55,58       |             |
| Blancs        | Blancs                  | Blancs                     | 7 379        | 0,94         | 1,97         | 10 755      | 1,37        | 2,46        |
| Nuls          | Nuls                    | Nuls                       | 4 282        | 0,54         | 1,14         | 7 016       | 0,89        | 1,60        |
| Exprimés      | Exprimés                | Exprimés                   | 363 652      | 46,20        | 96,89        | 419 755     | 53,32       | 95,94       |

#### Hauts-de-Seine
| Tête de liste | Tête de liste           | Liste                      | Premier tour | Premier tour | Premier tour | Second tour | Second tour | Second tour |
| Tête de liste | Tête de liste           | Liste                      | #            | % Inscrits   | % Votants    | #           | % Inscrits  | % Votants   |
| ------------- | ----------------------- | -------------------------- | ------------ | ------------ | ------------ | ----------- | ----------- | ----------- |
|               | Valérie Pécresse        | LR - UDI - MoDem - PCD     | 180 192      | 18,51        | 39,64        | 279 241     | 28,69       | 52,17       |
|               | Claude Bartolone        | PS - PRG - MRC - mdP - UDE | 109 345      | 11,23        | 24,05        | 210 107     | 21,59       | 39,25       |
|               | Emmanuelle Cosse        | EÉLV - Cap21               | 35 730       | 3,67         | 7,86         | 210 107     | 21,59       | 39,25       |
|               | Pierre Laurent          | FG                         | 25 961       | 2,67         | 5,71         | 210 107     | 21,59       | 39,25       |
|               | Wallerand de Saint-Just | FN                         | 56 096       | 5,76         | 12,34        | 45 912      | 4,72        | 8,58        |
|               | Nicolas Dupont-Aignan   | DLF                        | 24 159       | 2,48         | 5,31         |             |             |             |
|               | Nathalie Arthaud        | LO                         | 5 195        | 0,53         | 1,14         |             |             |             |
|               | Valérie Sachs           | NC                         | 4 490        | 0,46         | 0,99         |             |             |             |
|               | Aurélien Véron          | PLD - GC                   | 4 468        | 0,46         | 0,98         |             |             |             |
|               | François Asselineau     | UPR                        | 4 396        | 0,45         | 0,97         |             |             |             |
|               | Nizarr Bourchada        | UDMF                       | 1 927        | 0,20         | 0,42         |             |             |             |
|               | Sylvain De Smet         | DVE - PP - CVB - CSF       | 1 340        | 0,14         | 0,29         |             |             |             |
|               | Dawari Horsfall         | Liste d'union citoyenne    | 1 277        | 0,13         | 0,28         |             |             |             |
|               |                         |                            |              |              |              |             |             |             |
| Inscrits      | Inscrits                | Inscrits                   | 973 340      |              |              | 973 344     |             |             |
| Abstentions   | Abstentions             | Abstentions                | 503 515      | 51,73        |              | 418 774     | 43,02       |             |
| Votants       | Votants                 | Votants                    | 469 825      | 48,27        |              | 554 570     | 56,98       |             |
| Blancs        | Blancs                  | Blancs                     | 12 501       | 1,28         | 2,66         |             |             |             |
| Nuls          | Nuls                    | Nuls                       | 2 748        | 0,28         | 0,58         |             |             |             |
| Exprimés      | Exprimés                | Exprimés                   | 454 576      | 46,70        | 96,75        |             |             |             |

#### Paris
| Tête de liste | Tête de liste           | Liste                      | Premier tour | Premier tour | Premier tour | Second tour | Second tour | Second tour |
| Tête de liste | Tête de liste           | Liste                      | #            | % Inscrits   | % Votants    | #           | % Inscrits  | % Votants   |
| ------------- | ----------------------- | -------------------------- | ------------ | ------------ | ------------ | ----------- | ----------- | ----------- |
|               | Valérie Pécresse        | LR - UDI - MoDem - PCD     | 201 156      | 16,24        | 32,92        | 315 769     | 25,50       | 44,26       |
|               | Claude Bartolone        | PS - PRG - MRC - mdP - UDE | 192 018      | 15,50        | 31,42        | 354 117     | 28,60       | 49,64       |
|               | Emmanuelle Cosse        | EÉLV - Cap21               | 66 702       | 5,39         | 10,92        | 354 117     | 28,60       | 49,64       |
|               | Pierre Laurent          | FG                         | 41 618       | 3,36         | 6,81         | 354 117     | 28,60       | 49,64       |
|               | Wallerand de Saint-Just | FN                         | 58 982       | 4,76         | 9,65         | 43 542      | 3,52        | 6,10        |
|               | Nicolas Dupont-Aignan   | DLF                        | 24 889       | 2,01         | 4,07         |             |             |             |
|               | Nathalie Arthaud        | LO                         | 6 583        | 0,53         | 1,08         |             |             |             |
|               | Aurélien Véron          | PLD - GC                   | 5 294        | 0,43         | 0,87         |             |             |             |
|               | François Asselineau     | UPR                        | 4 823        | 0,39         | 0,79         |             |             |             |
|               | Valérie Sachs           | NC                         | 4 023        | 0,32         | 0,66         |             |             |             |
|               | Sylvain De Smet         | DVE - PP - CVB - CSF       | 3 289        | 0,27         | 0,54         |             |             |             |
|               | Nizarr Bourchada        | UDMF                       | 955          | 0,08         | 0,16         |             |             |             |
|               | Dawari Horsfall         | Liste d'union citoyenne    | 716          | 0,06         | 0,12         |             |             |             |
|               |                         |                            |              |              |              |             |             |             |
| Inscrits      | Inscrits                | Inscrits                   | 1 238 566    |              | 1 238 234    |             |             |             |
| Abstentions   | Abstentions             | Abstentions                | 612 622      | 49,46        | 501 830      | 40,53       |             |             |
| Votants       | Votants                 | Votants                    | 625 944      | 50,54        | 736 404      | 59,47       |             |             |
| Blancs        | Blancs                  | Blancs                     | 9 986        | 0,81         | 1,60         |             |             |             |
| Nuls          | Nuls                    | Nuls                       | 4 910        | 0,40         | 0,78         |             |             |             |
| Exprimés      | Exprimés                | Exprimés                   | 611 048      | 49,34        | 97,62        |             |             |             |

#### Seine-et-Marne
| Tête de liste | Tête de liste           | Liste                      | Premier tour | Premier tour | Premier tour | Second tour | Second tour | Second tour |
| Tête de liste | Tête de liste           | Liste                      | #            | % Inscrits   | % Votants    | #           | % Inscrits  | % Votants   |
| ------------- | ----------------------- | -------------------------- | ------------ | ------------ | ------------ | ----------- | ----------- | ----------- |
|               | Wallerand de Saint-Just | FN                         | 114 945      | 13,29        | 30,93        | 113 378     | 13,11       | 25,80       |
|               | Valérie Pécresse        | LR - UDI - MoDem - PCD     | 94 205       | 10,89        | 25,35        | 174 637     | 20,20       | 39,74       |
|               | Claude Bartolone        | PS - PRG - MRC - mdP - UDE | 75 612       | 8,74         | 20,34        | 151 427     | 17,51       | 34,46       |
|               | Emmanuelle Cosse        | EÉLV - Cap21               | 23 604       | 2,73         | 6,35         | 151 427     | 17,51       | 34,46       |
|               | Pierre Laurent          | FG                         | 18 763       | 2,17         | 5,05         | 151 427     | 17,51       | 34,46       |
|               | Nicolas Dupont-Aignan   | DLF                        | 27 714       | 3,21         | 7,46         |             |             |             |
|               | Nathalie Arthaud        | LO                         | 6 237        | 0,72         | 1,68         |             |             |             |
|               | François Asselineau     | UPR                        | 3 893        | 0,45         | 1,05         |             |             |             |
|               | Aurélien Véron          | PLD - GC                   | 2 683        | 0,31         | 0,72         |             |             |             |
|               | Valérie Sachs           | NC                         | 1 886        | 0,22         | 0,51         |             |             |             |
|               | Nizarr Bourchada        | UDMF                       | 1 265        | 0,15         | 0,34         |             |             |             |
|               | Sylvain De Smet         | DVE - PP - CVB - CSF       | 553          | 0,06         | 0,15         |             |             |             |
|               | Dawari Horsfall         | Liste d'union citoyenne    | 316          | 0,04         | 0,09         |             |             |             |
|               |                         |                            |              |              |              |             |             |             |
| Inscrits      | Inscrits                | Inscrits                   | 864 706      |              | 864 690      |             |             |             |
| Abstentions   | Abstentions             | Abstentions                | 479 774      | 55,48        | 407 901      | 47,17       |             |             |
| Votants       | Votants                 | Votants                    | 384 932      | 44,52        | 456 789      | 52,83       |             |             |
| Blancs        | Blancs                  | Blancs                     | 9 228        | 1,07         | 2,40         |             |             |             |
| Nuls          | Nuls                    | Nuls                       | 4 028        | 0,47         | 1,05         |             |             |             |
| Exprimés      | Exprimés                | Exprimés                   | 371 676      | 42,98        | 96,56        |             |             |             |

#### Seine-Saint-Denis
| Tête de liste | Tête de liste           | Liste                      | Premier tour | Premier tour | Premier tour | Second tour | Second tour | Second tour |
| Tête de liste | Tête de liste           | Liste                      | #            | % Inscrits   | % Votants    | #           | % Inscrits  | % Votants   |
| ------------- | ----------------------- | -------------------------- | ------------ | ------------ | ------------ | ----------- | ----------- | ----------- |
|               | Claude Bartolone        | PS - PRG - MRC - mdP - UDE | 79 935       | 10,48        | 29,58        | 175 247     | 22,99       | 52,40       |
|               | Emmanuelle Cosse        | EÉLV - Cap21               | 19 707       | 2,58         | 7,29         | 175 247     | 22,99       | 52,40       |
|               | Pierre Laurent          | FG                         | 30 991       | 4,06         | 11,47        | 175 247     | 22,99       | 52,40       |
|               | Valérie Pécresse        | LR - UDI - MoDem - PCD     | 57 783       | 7,58         | 21,38        | 109 892     | 14,41       | 32,86       |
|               | Wallerand de Saint-Just | FN                         | 54 123       | 7,10         | 20,03        | 49 279      | 6,46        | 14,74       |
|               | Nicolas Dupont-Aignan   | DLF                        | 11 317       | 1,48         | 4,19         |             |             |             |
|               | Nathalie Arthaud        | LO                         | 5 771        | 0,76         | 2,14         |             |             |             |
|               | Nizarr Bourchada        | UDMF                       | 3 519        | 0,46         | 1,30         |             |             |             |
|               | François Asselineau     | UPR                        | 2 835        | 0,37         | 1,05         |             |             |             |
|               | Aurélien Véron          | PLD - GC                   | 1 339        | 0,18         | 0,50         |             |             |             |
|               | Valérie Sachs           | NC                         | 1 298        | 0,17         | 0,48         |             |             |             |
|               | Sylvain De Smet         | DVE - PP - CVB - CSF       | 868          | 0,11         | 0,32         |             |             |             |
|               | Dawari Horsfall         | Liste d'union citoyenne    | 776          | 0,10         | 0,29         |             |             |             |
|               |                         |                            |              |              |              |             |             |             |
| Inscrits      | Inscrits                | Inscrits                   | 762 767      |              | 762 407      |             |             |             |
| Abstentions   | Abstentions             | Abstentions                | 481 365      | 63,11        | 481 263      | 63,09       |             |             |
| Votants       | Votants                 | Votants                    | 281 402      | 36,89        | 281 504      | 36,91       |             |             |
| Blancs        | Blancs                  | Blancs                     | 7 397        | 0,97         | 2,63         |             |             |             |
| Nuls          | Nuls                    | Nuls                       | 3 743        | 0,49         | 1,33         |             |             |             |
| Exprimés      | Exprimés                | Exprimés                   | 270 262      | 35,43        | 96,04        |             |             |             |

#### Val-de-Marne
| Tête de liste | Tête de liste           | Liste                      | Premier tour | Premier tour | Premier tour | Second tour | Second tour | Second tour |
| Tête de liste | Tête de liste           | Liste                      | #            | % Inscrits   | % Votants    | #           | % Inscrits  | % Votants   |
| ------------- | ----------------------- | -------------------------- | ------------ | ------------ | ------------ | ----------- | ----------- | ----------- |
|               | Valérie Pécresse        | LR - UDI - MoDem - PCD     | 95 966       | 12,29        | 28,49        | 165 914     | 21,25       | 41,46       |
|               | Claude Bartolone        | PS - PRG - MRC - mdP - UDE | 84 333       | 10,80        | 25,03        | 183 838     | 23,55       | 45,94       |
|               | Pierre Laurent          | FG                         | 35 496       | 4,55         | 10,54        | 183 838     | 23,55       | 45,94       |
|               | Emmanuelle Cosse        | EÉLV - Cap21               | 27 866       | 3,57         | 8,27         | 183 838     | 23,55       | 45,94       |
|               | Wallerand de Saint-Just | FN                         | 56 574       | 7,25         | 16,79        | 50 390      | 6,45        | 12,59       |
|               | Nicolas Dupont-Aignan   | DLF                        | 21 516       | 2,76         | 6,39         |             |             |             |
|               | Nathalie Arthaud        | LO                         | 4 899        | 0,63         | 1,45         |             |             |             |
|               | François Asselineau     | UPR                        | 3 327        | 0,43         | 0,99         |             |             |             |
|               | Aurélien Véron          | PLD - GC                   | 1 956        | 0,25         | 0,58         |             |             |             |
|               | Valérie Sachs           | NC                         | 1 690        | 0,22         | 0,50         |             |             |             |
|               | Nizarr Bourchada        | UDMF                       | 1 306        | 0,17         | 0,39         |             |             |             |
|               | Dawari Horsfall         | Liste d'union citoyenne    | 1 175        | 0,15         | 0,35         |             |             |             |
|               | Sylvain De Smet         | DVE - PP - CVB - CSF       | 762          | 0,10         | 0,23         |             |             |             |
|               |                         |                            |              |              |              |             |             |             |
| Inscrits      | Inscrits                | Inscrits                   | 780 643      |              | 780 650      |             |             |             |
| Abstentions   | Abstentions             | Abstentions                | 433 077      | 55,48        | 365 465      | 46,82       |             |             |
| Votants       | Votants                 | Votants                    | 347 566      | 44,52        | 415 185      | 53,18       |             |             |
| Blancs        | Blancs                  | Blancs                     | 6 856        | 0,88         | 1,97         |             |             |             |
| Nuls          | Nuls                    | Nuls                       | 3 844        | 0,49         | 1,11         |             |             |             |
| Exprimés      | Exprimés                | Exprimés                   | 336 866      | 43,15        | 96,92        |             |             |             |

#### Val-d'Oise
| Tête de liste | Tête de liste           | Liste                      | Premier tour | Premier tour | Premier tour | Second tour | Second tour | Second tour |
| Tête de liste | Tête de liste           | Liste                      | #            | % Inscrits   | % Votants    | #           | % Inscrits  | % Votants   |
| ------------- | ----------------------- | -------------------------- | ------------ | ------------ | ------------ | ----------- | ----------- | ----------- |
|               | Valérie Pécresse        | LR - UDI - MoDem - PCD     | 78 908       | 10,90        | 26,60        | 143 948     | 19,89       | 40,37       |
|               | Wallerand de Saint-Just | FN                         | 74 342       | 10,27        | 25,06        | 69 081      | 9,54        | 19,37       |
|               | Claude Bartolone        | PS - PRG - MRC - mdP - UDE | 70 859       | 9,79         | 23,89        | 143 582     | 19,84       | 40,26       |
|               | Emmanuelle Cosse        | EÉLV - Cap21               | 21 045       | 2,91         | 7,09         | 143 582     | 19,84       | 40,26       |
|               | Pierre Laurent          | FG                         | 19 719       | 2,72         | 6,65         | 143 582     | 19,84       | 40,26       |
|               | Nicolas Dupont-Aignan   | DLF                        | 17 522       | 2,42         | 5,91         |             |             |             |
|               | Nathalie Arthaud        | LO                         | 4 986        | 0,69         | 1,68         |             |             |             |
|               | François Asselineau     | UPR                        | 3 325        | 0,46         | 1,12         |             |             |             |
|               | Aurélien Véron          | PLD - GC                   | 1 953        | 0,27         | 0,66         |             |             |             |
|               | Valérie Sachs           | NC                         | 1 436        | 0,20         | 0,48         |             |             |             |
|               | Sylvain De Smet         | DVE - PP - CVB - CSF       | 982          | 0,14         | 0,33         |             |             |             |
|               | Nizarr Bourchada        | UDMF                       | 981          | 0,14         | 0,33         |             |             |             |
|               | Dawari Horsfall         | Liste d'union citoyenne    | 606          | 0,08         | 0,20         |             |             |             |
|               |                         |                            |              |              |              |             |             |             |
| Inscrits      | Inscrits                | Inscrits                   | 723 985      |              |              | 723 818     |             |             |
| Abstentions   | Abstentions             | Abstentions                | 416 835      | 57,58        |              | 352 846     | 48,75       |             |
| Votants       | Votants                 | Votants                    | 307 150      | 42,42        |              | 370 972     | 51,25       |             |
| Blancs        | Blancs                  | Blancs                     | 6 707        | 0,93         | 2,18         |             |             |             |
| Nuls          | Nuls                    | Nuls                       | 3 779        | 0,52         | 1,23         |             |             |             |
| Exprimés      | Exprimés                | Exprimés                   | 296 664      | 40,98        | 96,59        |             |             |             |

#### Yvelines
| Tête de liste | Tête de liste           | Liste                      | Premier tour | Premier tour | Premier tour | Second tour | Second tour | Second tour |
| Tête de liste | Tête de liste           | Liste                      | #            | % Inscrits   | % Votants    | #           | % Inscrits  | % Votants   |
| ------------- | ----------------------- | -------------------------- | ------------ | ------------ | ------------ | ----------- | ----------- | ----------- |
|               | Valérie Pécresse        | LR - UDI - MoDem - PCD     | 166 975      | 17,47        | 37,23        | 268 330     | 28,07       | 51,49       |
|               | Claude Bartolone        | PS - PRG - MRC - mdP - UDE | 96 521       | 10,10        | 21,52        | 179 275     | 18,76       | 34,40       |
|               | Emmanuelle Cosse        | EÉLV - Cap21               | 32 545       | 3,40         | 7,26         | 179 275     | 18,76       | 34,40       |
|               | Pierre Laurent          | FG                         | 17 048       | 1,78         | 3,80         | 179 275     | 18,76       | 34,40       |
|               | Wallerand de Saint-Just | FN                         | 85 429       | 8,94         | 19,05        | 113 378     | 7,69        | 14,11       |
|               | Nicolas Dupont-Aignan   | DLF                        | 29 926       | 3,13         | 6,67         |             |             |             |
|               | Nathalie Arthaud        | LO                         | 5 304        | 0,55         | 1,18         |             |             |             |
|               | François Asselineau     | UPR                        | 4 052        | 0,42         | 0,90         |             |             |             |
|               | Aurélien Véron          | PLD - GC                   | 3 799        | 0,40         | 0,85         |             |             |             |
|               | Valérie Sachs           | NC                         | 3 663        | 0,38         | 0,82         |             |             |             |
|               | Nizarr Bourchada        | UDMF                       | 1 532        | 0,16         | 0,34         |             |             |             |
|               | Sylvain De Smet         | DVE - PP - CVB - CSF       | 1 002        | 0,10         | 0,22         |             |             |             |
|               | Dawari Horsfall         | Liste d'union citoyenne    | 754          | 0,08         | 0,17         |             |             |             |
|               |                         |                            |              |              |              |             |             |             |
| Inscrits      | Inscrits                | Inscrits                   | 956 030      |              | 955 853      |             |             |             |
| Abstentions   | Abstentions             | Abstentions                | 495 438      | 51,82        | 418 237      | 43,76       |             |             |
| Votants       | Votants                 | Votants                    | 460 592      | 48,18        | 537 616      | 56,24       |             |             |
| Blancs        | Blancs                  | Blancs                     | 8 235        | 0,86         | 1,79         |             |             |             |
| Nuls          | Nuls                    | Nuls                       | 3 807        | 0,40         | 0,83         |             |             |             |
| Exprimés      | Exprimés                | Exprimés                   | 448 550      | 46,92        | 97,39        |             |             |             |

### Composition de l'assemblée régionale
| Liste              | Parti          | Essonne | Hauts-de-Seine | Paris | Seine-Saint-Denis | Seine-et-Marne | Val-d'Oise | Val-de-Marne | Yvelines | Total |
| ------------------ | -------------- | ------- | -------------- | ----- | ----------------- | -------------- | ---------- | ------------ | -------- | ----- |
| Union de la droite | LR             | 8       | 13             | 16    | 4                 | 9              | 7          | 8            | 14       | 79    |
| Union de la droite | UDI            | 4       | 6              | 5     | 3                 | 3              | 2          | 2            | 4        | 29    |
| Union de la droite | Modem          | 1       | 2              | 3     | 1                 | 1              | 1          | 2            | 2        | 13    |
| Union de la gauche | PS             | 4       | 5              | 9     | 4                 | 4              | 3          | 4            | 4        | 37    |
| Union de la gauche | PRG            |         |                | 1     |                   |                |            |              | 1        | 2     |
| Union de la gauche | MRC            |         |                |       |                   |                |            | 1            |          | 1     |
| Union de la gauche | EÉLV           | 1       | 2              | 3     | 1                 | 1              | 2          | 1            | 2        | 13    |
| Union de la gauche | Écologistes !  | 1       |                |       |                   |                |            |              |          | 1     |
| Union de la gauche | Cap21          |         | 1              |       |                   |                |            |              |          | 1     |
| Union de la gauche | PCF            | 1       | 1              | 1     | 1                 | 1              | 1          | 2            |          | 8     |
| Union de la gauche | PG             |         |                | 1     |                   |                |            |              |          | 1     |
| Union de la gauche | R&S            |         |                |       |                   |                |            |              | 1        | 1     |
| Union de la gauche | Ensemble !     |         |                |       | 1                 |                |            |              |          | 1     |
| Front national     | Front national | 3       | 2              | 2     | 2                 | 5              | 3          | 2            | 3        | 22    |